# Nieves Arozqueta Rojano
Nieves Arozqueta Rojano (Ciudad de México, 10 de enero de 1931 ‒ Cuernavaca, 17 de febrero de 2022), también conocida como Nieves Moreno en el mundo artístico, fue una artista y emprendedora; además de trabajar en obra gráfica, pintura con diferentes técnicas, y escultura, emprendió en el giro de la investigación y valuación de arte.

## Trayectoria
Estudió en el taller del maestro Carlos Orozco Romero, junto a Esther Fernández, la sobrina de María Asúnsolo, la esposa del fotógrafo Gabriel Figueroa.  Ahí también conoció a las hermanas Marín y a Julia López, con quien organizó su primera exposición fuera del taller de Orozco Romero.

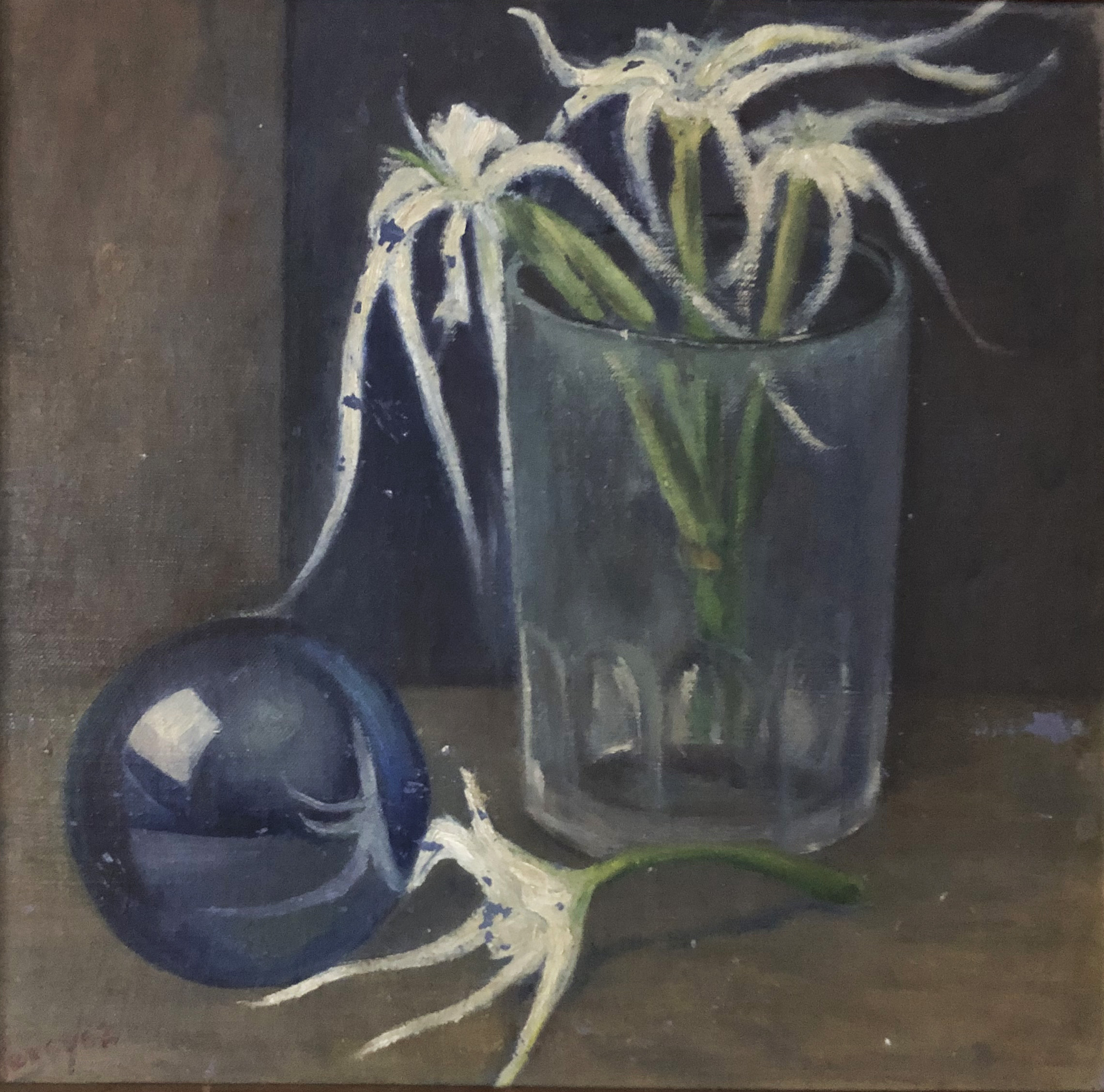
Composición de florero y esfera de cristal

También estudió acuarela con el General Beteta y en la Heatherley School of Fine Art, en Londres, donde profundizó en las técnicas gráficas (litografía, serigrafía y grabado). Complementó sus estudios en la Unidad San Jerónimo del Seguro Social con modelado en barro, cerámica y esmalte al fuego. Además, estudió un diplomado en Innovación Pedagógica para la formación de talleres infantiles de Artes plásticas en la escuela Héroes de la Libertad de la señora Eva Sámano de López Mateos, y en el Colegio Madrid, así como la formación del programa de Artes plásticas en el Instituto Tecnológico de Sonora (ITSON) en Ciudad Obregón.
Su creación artística se puede enmarcar dentro del expresionismo interiorista caracterizado por un juego de texturas en técnicas mixtas, cuyo interés primordial es el color, regido por trazos directos con sobreposiciones accidentales y líneas tenues que invitan al espectador a leer la pintura y encontrar la forma en ella.  
Desde su primera exposición llamó la atención de periodistas como Nohemí Atamoros y críticos importantes como Jorge Juan Crespo de la Serna en el periódico Novedades, Elsa de Llarena, Macario Matus, Ignacio Flores-Antunez y Margarita Nelken en el periódico Excélsior, con quien mantuvo una estrecha relación y de quien obtuvo gran parte del conocimiento e inspiración para emprender como valuadora de arte.

## ARCO S.C.

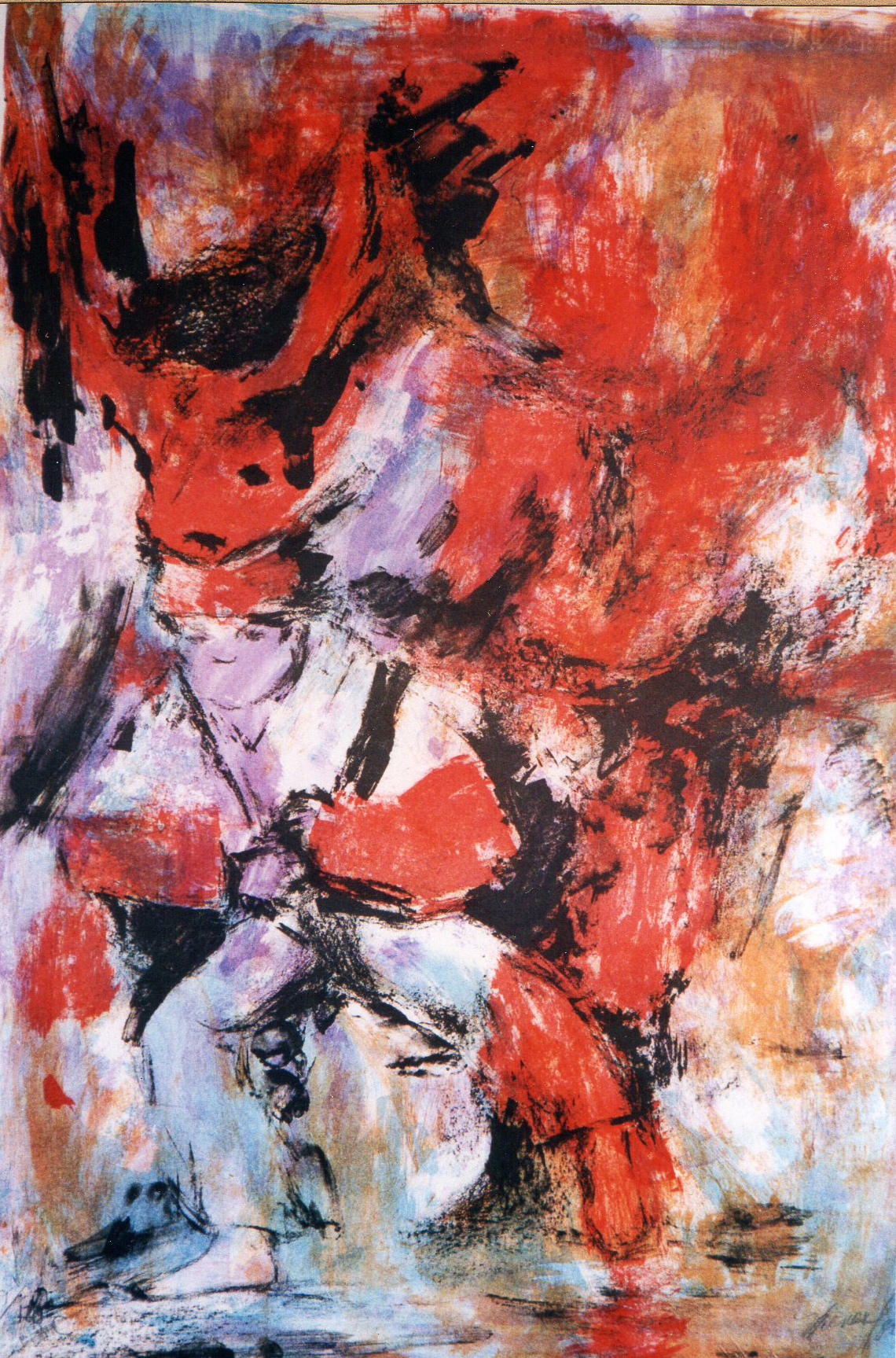
Torito de Feria, 1985.

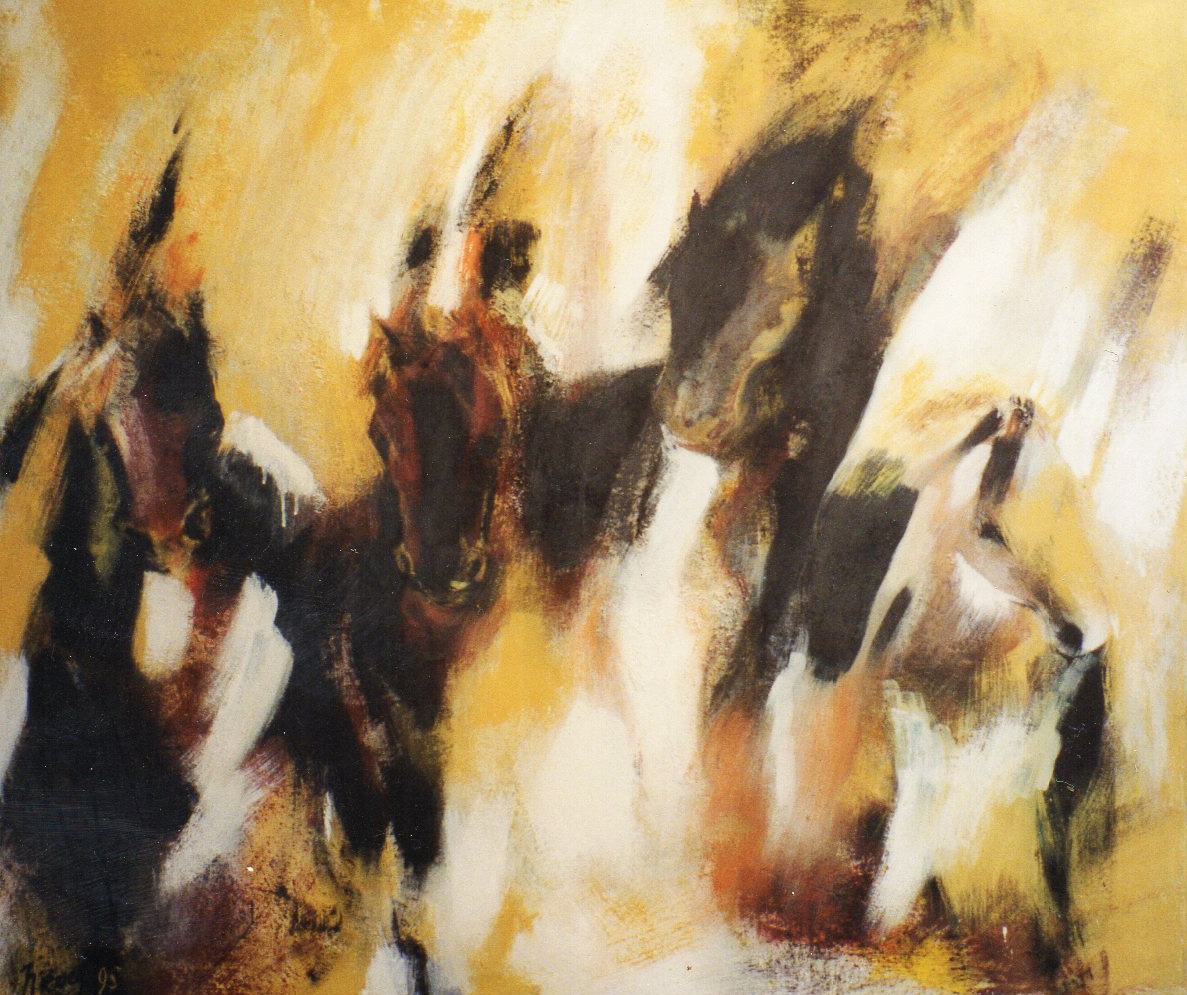
Libres como el viento, julio de 1995.

En el año 1983, Nieves Moreno fundó una empresa de servicios especializados para coleccionistas de arte. La llamó ARCO (Arte Coleccionistas Servicios S.C.) y abarcó una amplia gama de servicios, tales como la organización de colecciones; investigación histórica en pintura, escultura, cerámica y muebles; asesoría de inversión en obras de arte y plusvalías; valuación de obras de los siglos XVII, XVIII, XIX y XX (de México y Europa); mantenimiento y conservación de íconos y retablos, documentos, libros, materiales arqueológicos y obra gráfica; laboratorio de análisis de épocas; cuidado en embalaje y traslado de obras de arte; organización de bibliotecas y archivos; fotografía profesional de arte; filatelia; gemología; y paleografía.

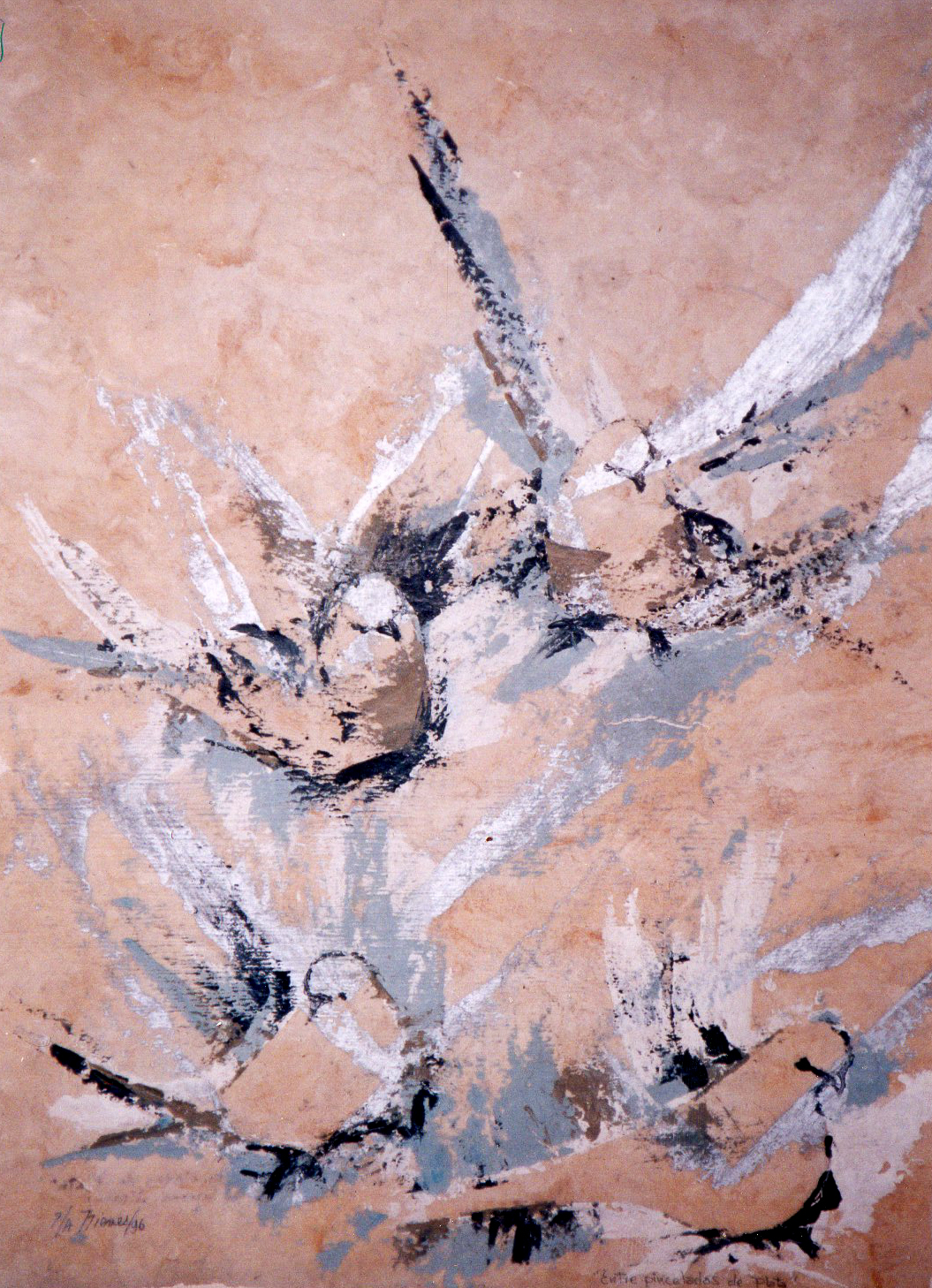
Entre pinceladas de plata, 1987.

Para profundizar sus conocimientos en el área y conseguir la credencial de valuadora de la Comisión Nacional Bancaria, estudió un diplomado en el ITAM que incluyó Historia del arte, Museografía, Filosofía, y Sociología del arte, Estética y Arquitectura universal. Gracias a ello, recibió recomendaciones para trabajar con los principales coleccionistas de arte de México, pasando por sus manos obras de Diego Rivera, Dr. Atl, la colección de caballete de Siqueiros, Remedios Varo, Chucho Reyes, un violín Amati, un boceto de Miguel Ángel y proyectos muy amplios como la valuación del acervo cultural de La Gavia, una de las primeras encomiendas que se le entregaron a Hernán Cortés durante el Virreinato.
Además de adentrarse en esa rama fascinante del mundo del arte, ARCO le abrió las puertas a eventos internacionales. Nieves Moreno estaba convencida de que se podía llegar más lejos y generar más impacto de manera colectiva que individualmente, y que el mayor reto para un artista era hacerse de un lugar y un renombre, así que se empeñó en crear y formar parte de asociaciones y grupos, como el Club 20-30, la Sociedad Mexicana De Autores De Las Artes Plásticas (SOMAAP),  la Asociación Internacional de Artes Plásticas de la UNESCO (AIAP UNESCO), el Consejo Mundial de Artistas Visuales (COMAV), la Federación de Mujeres Universitarias (FEMU), y Veinte años mil días, un grupo de artistas que se juntaban a desayunar una vez a la semana para organizar y llevar a cabo exposiciones y proyectos. Entre ellas estaban Julia López, Laura Elenes, Alicia Leyva, Marcela Piña, Olivia Mejía, Francisca de Diego, Lupita Tron, Irma Cervantes, Merle Reivich, Lucille Wong y Mercedes Ortiz Vaquero. A través de ARCO, les fue posible participar en exhibiciones en el extranjero como en la Art Expo de Nueva York durante cuatro años consecutivos, la Foire Internationale de L’estample en el edificio de La Conciergerie en París, Barcelona Art Forum, y ROMART en el Palazzo dei Congressi en Roma.

## La Noria: Taller experimental de arte y creación.
Después de la oportunidad de participar y dirigir un taller de artes plásticas en Hoz del Júcar, España, Nieves Moreno recibió la invitación, por parte del regente de Albacete, para replicar el concepto de residencias para artistas en talleres rurales en México. La artista ya contaba con una propiedad en las afueras de Querétaro (La Noria), y decidió destinarla a dicho fin: un taller rural de arte y creación para aportar a la comunidad.
El proyecto pasó a manos de la artista Judith Guerrero, amiga y aprendiz de la maestra Nieves Moreno, quien impulsó la iniciativa para crear, presentar, promover y debatir el arte. Actualmente lleva el nombre de Taller de arte y diseño y se está trabajando en el proyecto de la residencia para artistas nacionales y extranjeros, la cual llevará el nombre Residencia Internacional Nieves Moreno.

## Técnicas propias

### Arte por metro
De la mano del menor de sus hijos, el diseñador industrial Jorge Moreno Arozqueta, Nieves Moreno organizó la exposición "Arte por metro" en el ITAM. El director de dicha institución comentó que cada año invertían en museografía, invitaciones y la participación de artistas renombrados, para que los alumnos y asistentes al evento aprovecharan la ocasión sólo para socializar, degustar unas copas de vino y bocadillos, dejando el arte de lado. Entonces, el reto era lograr que los invitados apreciaran las obras expuestas.  

Jorge Moreno recordó el concepto desarrollado por un colega, Rodrigo Chávez, llamado The miracle frame, el cual invitaba a las personas a ver la vida a través de un cuadro con empuñadura, enmarcando así escenas especiales. Con autorización del creador de la idea, utilizaron esos marcos para el diseño de las invitaciones, haciendo alusión a la actividad que se llevaría a cabo en la exposición: cada quien observaría el gran lienzo abstracto pintado por Nieves Moreno y buscaría su propia obra de arte en él. Contrataron una empresa de marcos para que los invitados eligieran el suyo y enmarcaran su obra de arte firmada por la pintora. Finalmente, colgarían las piezas en la galería, participando en la museografía y creación de la exposición.

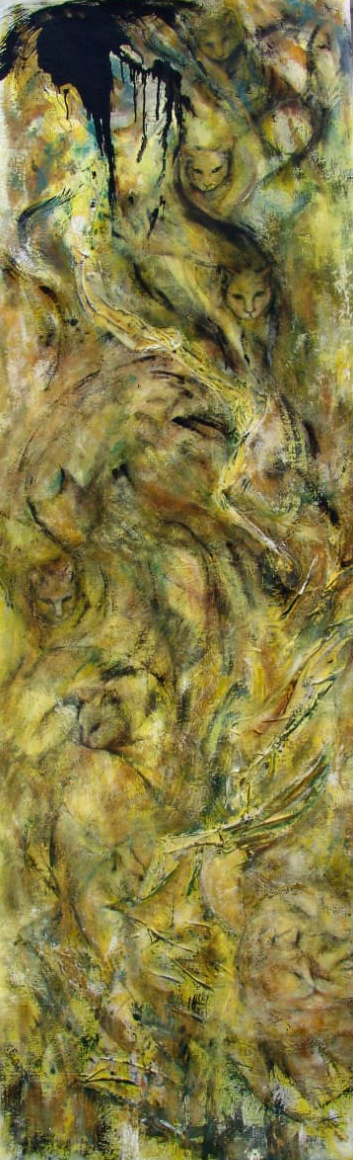
La odisea del gato, Arte por metro, 2007.

Esta interacción entre el observador y el arte, además del hecho de cortar una obra en pedazos, no fue la único novedoso; Nieves y Jorge encontraron la manera de definir el precio con una fórmula matemática sencilla para que el valor del arte dejara de ser subjetivo y pasara a ser transparente y preciso.

«El tema del dinero y el artista, o el dinero y el diseñador, pareciera tener la misma relación que tienen el sexo y la religión: es el tema espina».
Jorge Moreno en su blog «Diseñosofía».

Entonces, acudieron a una disciplina que baila entre el arte y el negocio: la arquitectura. Dicha especialidad ha encontrado la forma de cobrar su arte por medio de una fórmula, y ésta es por metro cuadrado a intervenir. Fue así que llegaron al concepto de «Arte por metro», vendiendo a un peso el centímetro cuadrado.
El resultado fue una exposición en la que el vino y los bocadillos perdieron el protagonismo, la gente interactuó con el arte centrando sus conversaciones en la obra y en lo que apreciaba cada quien, los asistentes se involucraron en la museografía, el precio de las pinturas era completamente transparente, y tanto fotógrafos como periodistas tuvieron material para un artículo diferente a las repetidas y cotidianas inauguraciones de arte que acontecían en la Ciudad de México.
Este concepto fue repetido en diferentes ocasiones, tanto en la Ciudad de México, como en Querétaro y Europa.

### Tepapuz
En una incesante búsqueda por lo nuevo y diferente, Nieves Moreno creó piezas de arte combinando materiales tan antiguos como el papel amate, y tan nuevos como el unicel, en una expresión única e innovadora a la que ha bautizado como Tepapuz (telas, papeles y productos reutilizables). El origen de esta propuesta recae en el deseo de crear obras indestructibles y perpetuas, las cuales cuentan con alto relieve, profundidad, fuerza y resistencia, y cuyo propósito final, además de expresar y reflejar el interior del artista, es perdurar en el tiempo.

### Dejando hablar al papel
Dejando hablar al papel nació del diálogo entre la artista y el material en cuestión, principalmente, con el papel amate mexicano y el papel hecho a mano. Nieves remojaba los pliegos de papel usado y los tomaba para crear composiciones con el comportamiento natural del material, dándole así una segunda vida y permitiendo que expresara su contenido para el cual había sido utilizado en el pasado. Las fibras respondían a los sutiles desprendimientos, surgiendo espacios y orillas enrolladas, formándose así obras de carácter efímero e irrepetible porque cada pliego reaccionaba de manera distinta al agua y al acomodo y movimiento de las manos de la artista.

### Flores de fuego
Al igual que la técnica Dejando hablar al papel, Flores de fuego es el resultado de la experimentación con materiales cotidianos y la búsqueda de reutilizar productos que perdieron su utilidad. En este caso se trata de las bolsas de plástico utilizadas como envoltura de alimentos, como papas fritas, galletas, chocolates, cacahuates y todo tipo de botanas que abundan en México.
Con la ayuda de una pistola de calor, Nieves Moreno descubrió que el plástico no perdía su color, más sí su forma. Entonces, tomó unas pinzas para guiar la deformación del material y crear composiciones artísticas que adoptaron la apariencia de cuarzos o piedras preciosas, razón por la que decidió utilizarlas como piezas de joyería y accesorios, como dijes, prendedores, collares y hebillas.

## Exposiciones individuales
- 1963: Estudio de Gabriela Orozco.
- 1965: Sala Nuevos Valores. Instituto Mexicano Norteamericano de las Relaciones Culturales.
- 1965: «Giros al color». Galería de Coyoacán.
- 1966: «Obra pequeña». Galerías Sagitario, Ciudad de México.
- 1967: Organismo de Promoción Internacional de Cultura de la Secretaría de Relaciones. Exteriores, Sala de Arte OPIC.
- 1973: Convención internacional 20-30. Salón del Ángel, Hotel María Isabel, Ciudad de México.
- 1973: Salón de Cabildos. Coyoacán, Ciudad de México.
- 1973: Museo Regional de Chihuahua auspiciado por el Instituto Regional de Antropología e Historia y el Gobierno del estado de Chihuahua.
- 1974: «Incursión plástica en un ambiente de trabajo». Galería Ejecutiva D.M. Nacional, Ciudad de México.
- 1978: «Óleos de Nieves Moreno». Centro de Integración Juvenil.
- 1982: «20 años en la plástica de México». Galería Dos Puertas, San Ángel, Ciudad de México.
- 1983: «Tras un nuevo concepto de exposiciones». Jardines de Villa Magna, San Jerónimo, Ciudad de México.
- 1983: «Óleos y texturas». Galería ITSON, Ciudad Obregón, Sonora.
- 1984: «Búsqueda constante». Polyforum Cultural Siqueiros, Ciudad de México.
- 1986: «Concisiones», monotipos en papel amate. Galería y librería Gandhi, Ciudad de México.
- 1989: «Gráfica creativa». Galería de ARCO, Ciudad de México.
- 1989: «Nieves Moreno: 25 años de quehacer artístico». Museo del Antiguo Colegio de San Ildefonso, Ciudad de México.
- 1989: Complejo Petroquímico de Cactus. Cactus, Tabasco.
- 1990: «Ausencias, razones y consecuencias». Centro Universitario Cultural (CUC), Ciudad Universitaria, Ciudad de México.
- 1997: «Arte por metro». ITAM (Instituto Tecnológico Autónomo de México), Ciudad de México.

## Exposiciones colectivas
- 1964: Galería de Arte Mexicano, Ciudad de México.
- 1965: Museo de Arte Moderno Confrontación, Ciudad de México. Obra: El caballero Águila.
- 1966: «Navidad». Galería Coyoacán.
- 1967: Expo 67. Galería de ventas libres del Salón de la Plástica Mexicana, Canadá.
- 1969: «Cuatro pintoras mexicanas». Galerías Salamanca.
- 1970: Primer Salón Internacional de la Femme. Niza, Francia.
- 1972: «Paisaje mexicano». Pasaje del metro de la Ciudad de México.
- 1973: Palacio de Cortés, Coyoacán.
- 1975: Jardín Borda. Cuernavaca, Morelos.
- 1975: Galería Halde 36. Aarau, Suiza.
- 1975: «Arte en la provincia». Gira de un año por varios estados de México.
- 1975: Instituto Mexicano del Café.
- 1975: «Aniversario de 10 años». Galería de Coyoacán.
- 1975: Galería Universitaria. Universidad Autónoma de Chiapas, Tuxtla Gutiérrez.
- 1975: «Paisajes». Varias galerías del Instituto Mexicano del Café.
- 1975: Galería del Fénix. Polanco, Ciudad de México.
- 1975: «Pintoras Mexicanas». Galería de Coyoacán.
- 1976: «Siete pintores contemporáneos». Galería del Fénix, Polanco, Ciudad de México.
- 1977: «Mujeres en la plástica mexicana». Morelia, Michoacán.
- 1977: «Exposición ambiente». Galería Arcón.
- 1977: Cámara Nacional de la Industria de Transformación.
- 1978: «Homenaje a Sor Juana». Delegación Venustiano Carranza, Ciudad de México.
- 1980: San Antonio, Texas, EE. UU..
- 1984: The Fine Art Gallery. La Jolla, California, EE. UU..
- 1984: Galería Relox. Selección Fomento Cultural.
- 1984: Interamerican Development Bank Staff Association Gallery (BID). Washington D. C., EE. UU..
- 1985: «Jornada Carlos Pellicer». Casa de la Cultura, Cárdenas, Tabasco.
- 1985: «Art-Expo». New York Coliseum, Nueva York, EE. UU..
- 1986-1988: «Art-Expo». Jacob Javitz Center, Nueva York, EE. UU..
- 1987: «Foire Internationale de L’estample», Edificio de La Conciergerie, París, Francia.
- 1989: «Barcelona Art Forum». La Farga L’Hospitalet, Barcelona, España.
- 1989: «ROMART». Palazzo dei Congressi, Roma, Italia.
- 1991: «Space 21, Grabado contemporáneo de México». Museo UENO de Arte Moderno, Tokio, Japón.
- 1994: «Pintores mexicanos ilustran poesía hebraica». Universidad de Jerusalén, Jerusalén, Israel.
- 1995: «Una huella en el tiempo». Museo de Bellas Artes, Toluca.

      Obra: Libres como el viento.
- 2011: «İstanbul'da bir sanat şöleni». Estambul, Turquía. Obra: Enlacevisual.

## Otras actividades
- 1985-1986: Coordinadora técnica y artística para edición litográfica Artlitho. Lito Servicios Gráficos S.A.
- 1994-2002: Cofundadora de galería y tienda de diseño «Toulouse». San Miguel de Allende, Guanajuato, México.